# Bystrzyk czerwieniec
Bystrzyk czerwieniec (Rugilus angustatus) – gatunek chrząszcza z rodziny kusakowatych i podrodziny żarlinków.
Gatunek ten został opisany w 1785 roku przez Étienne’a Louisa Geoffroya jako Staphylinus angustatus.
Chrząszcz o smukłym i trochę wypukłym ciele długości od 6 do 6,5 mm. Ubarwiony jest czarno z czerwonym przedpleczem oraz brunatnoczerwonymi: czułkami, narządami gębowymi, odnóżami i tylnymi brzegami pokryw. Duża głowa ma szorstko i bardzo gęsto punktowaną powierzchnię oraz zaokrągloną tylną krawędź. Powierzchnia przedplecza jest gęsto i gładko punktowana z wyjątkiem gładkiego, zaopatrzonego w wyraźną bruzdę pasa przez środek. Samiec ma czwarty sternit odwłoka z czerwonawym, otoczonym czarnymi szczecinkami guzkiem, piąty sternit z gładkim, zwężonym ku tyłowi w czerwony ząb zgrubieniem, a  szósty sternit z trójkątnym wcięciem na tylnym brzegu.
Owad znany z Hiszpanii, Wielkiej Brytanii, Francji, Belgii, Holandii, Niemiec, Szwecji, Norwegii, Finlandii, Szwajcarii, Austrii, Włoch, Łotwy, Polski, Czech, Ukrainy, Rumunii, Bośni i Hercegowiny, Grecji, Rosji, Bliskiego Wschodu i Nearktyki. Zasiedla muliste pobrzeża wód oraz wilgotne łąki i pola, gdzie często bytuje pod rozkładającymi się szczątkami roślinnymi.